# Iwan Kalita (jeździec)
Iwan Aleksandrowicz Kalita (ros. Иван Александрович Калита, ur. 14 stycznia 1927 we wsi Bolszaja Aleksiejewka w obwodzie tambowskim, zm. 29 marca 1996 w Moskwie) – radziecki jeździec sportowy. Wielokrotny medalista olimpijski. 
Specjalizował się w ujeżdżeniu. Brał udział w pięciu igrzyskach (IO 60, IO 64, IO 68, IO 72, IO 76), na trzech zdobywał medale – wszystkie w drużynie. W 1964 sięgnął po brąz, cztery lata później po srebro, by w 1972 triumfować. Partnerowali mu Iwan Kizimow i Jelena Pietuszkowa.